# الأصدقاء الخياليون (فلم 2024)
الأصدقاء الخياليون (بالإنجليزية: IF) (والمعروف باسم بالإنجليزية: Imaginary Friends) هو فيلم كوميدي خيالي أمريكي صدر في عام 2024 من تأليف وإنتاج وإخراج جون كراسينسكي. يضم الفيلم طاقمًا من الممثلين يشمل كايلي فليمنج، ورايان رينولدز، وكراسنسكي، وفيونا شو مع أدوار داعمة يقوم بها آلان كيم وليزا كولون زاياس، إلى جانب أصوات فيبي والر بريدج، ولويس جوست الابن، وستيف كارل. يجمع الفيلم بين الحركة الحية والرسوم المتحركة، ويتبع قصة فتاة صغيرة (فليمنج) تمر بتجربة صعبة وتبدأ في رؤية أصدقاء الجميع الخياليين الذين تركوهم وراءهم بينما يكبر أطفالهم الحقيقيون.
بدأ تطوير الفيلم في عام 2019، حيث من المقرر أن يتولى كراسينسكي الكتابة والإخراج وإشراك رينولدز في البطولة. وانضم بقية الممثلين في الفترة ما بين أكتوبر 2021 ويناير 2022، وتم التصوير في مدينة نيويورك بين أغسطس من ذلك العام ومايو 2023. تم إصدار الفيلم الأصدقاء الخياليون في دور العرض السينمائية بواسطة شركة باراماونت بيكتشرز في الولايات المتحدة في 17 مايو 2024. تلقى الفيلم آراء متباينة من النقاد وأصبح فشلاً في شباك التذاكر، حيث حقق أكثر من 190.3 مليون دولار مقابل ميزانية قدرها 110 مليون دولار.

## ملخص
تنتقل بيا البالغة من العمر 12 عامًا إلى شقة جدتها مارغريت في نيويورك بينما ينتظر والدها إجراء عملية جراحية في القلب في نفس المستشفى الذي توفيت فيه والدتها بالسرطان قبل سنوات. في إحدى الليالي، ترى بيا مخلوقًا غير مألوف، وتتبعه إلى مبنى جدتها.
في اليوم التالي، تراه بيا مرة أخرى، برفقة رجل. تتبعهم إلى منزل قريب حيث يسترجع الرجل، كال، مخلوقًا أرجوانيًا كبيرًا مغطى بالفراء يُدعى بلو. تلتقي بيا أيضًا بالمخلوق الآخر، وهو مخلوق يشبه الفراشة يُدعى بلوسوم، ويغمى عليه.
تستيقظ بيا في شقة كال حيث تعلم أنه كان يعمل مع أصدقاء خياليين لوضعهم مع أطفال جدد لأن أطفالهم الأصليين كبروا ونسوهم، وسوف يختفون قريبًا. على الرغم من ترددها في البداية، إلا أنها قررت في النهاية مساعدة كال.
في اليوم التالي، يأخذ كال بيا إلى دار ميموري لين للتقاعد، وهو مجتمع تقاعدي للأشخاص الذين يعانون من مشاكل نفسية ويقع أسفل أرجوحة في جزيرة كوني آيلاند. ألهمها دب تيدي كبير السن ورئيس المنشأة المسمى لويس لاستخدام خيالها لإعادة تصميم المنشأة، مما أثار استياء كال. تحاول بيا مطابقة أحد الممرضات مع بنيامين، وهو مريض صغير في المستشفى، لكنه غير قادر على رؤية أي منهم. يقترح لويس على بيا أن الأزواج الذين يعانون من مشاكل نفسية ربما لا يحتاجون إلى أطفال جدد، بل يحتاجون إلى لم شملهم مع أطفالهم القدامى.
أثناء حديثها مع جدتها، ترى بيا صورة لها عندما كانت راقصة شابة وتتعرف على بلوسوم في الخلفية. عندما أدركت أنها كانت الأصدقاء الخياليون لجدتها، قررت اختبار فكرة لويس. إن تشغيل أحد أسطوانات جدتها يلهم مارغريت للرقص وتتذكر بلوسوم، مما يغرس في بيا الأمل.
بناءً على نصيحة، عثرت بيا وكال وبلو على جيريمي، ابن بلو الأصلي، والذي أصبح الآن رجلاً ناضجًا يحاول إطلاق عمل تجاري. بمساعدة بيا، يتذكر جيريمي بلو، الذي يمنحه الثقة التي يحتاجها لعرض الأعمال.
في ذلك المساء، تصل بيا إلى منزل مارغريت التي تخبر حفيدتها بشكل محموم أن هناك مضاعفات في علاج والدها. بعد أن طمأنها كال، قالت بيا إنها لا تريد أن تقول وداعًا لوالدها، لذا اقترح عليها أن تحكي له قصة بدلاً من ذلك.
في المستشفى، تحكي بيا لوالدها قصة عن كيفية دفعها لنفسها للتصرف كشخص بالغ عندما كانت مجرد طفلة لا تزال بحاجة إلى والدها. يستيقظ ويتعانقان. عندما تخرج بيا من غرفة المستشفى، ترى أن جميع أفراد الطاقم الطبي الذين رافقوها إلى المستشفى قد رحلوا.
عند العودة إلى مبنى جدتها، تذهب بيا لتشكر كال لتكتشف أن باب شقته يفتح على غرفة تخزين قديمة كما كشفت صاحبة المنزل. بعد خروج والدها من المستشفى، يقوم هو وبي بحزم أمتعتهما للعودة إلى المنزل. خلال هذا، أدركت بيا من صورة قديمة رسمتها أن كال هو في الواقع صديقها السابق، الذي نسيته بعد وفاة والدتها. تذهب بيا مسرعة إلى غرفة كال وتشكره على المساعدة، وتقول له إنها ستحتاجه دائمًا. وهذا يسمح لها برؤية كال و الأصدقاء الخياليون مرة أخرى ويجتمعون مرة أخيرة.
بعد مرور بعض الوقت، يواصل كال لم شمل الأصدقاء الخياليون مع أطفالهم الأصليين، الذين أصبحوا الآن كبارًا. يلتقي بنيامين مع الأصدقاء الخياليون الخاص به، وهو تنين كرتوني يرتدي نظارة وجبيرة وعكاز.

## طاقم التمثيل
- كايلي فليمنج بدور بيا، الفتاة التي تستطيع رؤية الأشياء من منظور الشخص الأول
- رايان رينولدز في دور كال، جار بيا الذي يمكنه أيضًا رؤية IFs
- جون كراسينسكي في دور والد بيا الذي لم يتم ذكر اسمه
- فيونا شو بدور جدة بيا
- آلان كيم في دور بنيامين، وهو صبي يتعافى في المستشفى من إصاباته
- ليزا كولون زاياس بدور جانيت، الممرضة التي تراقب والد بيا
- بوبي موينيهان في دور جيريمي، رجل الأعمال الذي كان مبتكر بلو
- كاثرين داداريو في دور والدة بيا
- باربرا أندريس بدور المرأة في الطابق العلوي، وهي صاحبة المبنى الذي تعيش فيه جدة بيا وهي امرأة عجوز لم يتم ذكر اسمها.

### الأصوات
- ستيف كارل بدور بلو، وحش أرجواني كبير من نوع إف
- فويبي والر-بريدج بدور بلوسوم، وهي خرطوم مطاطي تشبه الفراشة
- لويس جوست الابن بدور لويس، وهو دب تيدي مسن يدير دار ميموري لين للتقاعد
- أوكوافينا بدور بابل[ا]، وهي إف تتكون من مجموعة من الفقاعات التي يمكنها الانفجار وإعادة تكوين نفسها
- إميلي بلانت بدور يونيكورن[ب]، وهو يونيكورن مجسم لفتاة صغيرة ذات بدة وردية وخضراء
- جورج كلوني بدور رائد فضاء، رائد فضاء
- برادلي كوبر بدور آيس، وهو فتاة صغيرة تشبه كأسًا مجسمًا من الماء المثلج
- مات ديمون بدور فلاور[ج]، وهي فتاة صغيرة تشبه عباد الشمس المجسمة في بدلة منقوشة
- بيل هادر بدور بانانا، وهي فتاة صغيرة مجسمة موزة تعمل كمدربة تمارين رياضية مائية في دار ميموري لين للمتقاعدين
- ريتشارد جينكينز كمدرس فنون، وهو شخصية غير محترفة في IF ويعمل مدرسًا للفن في دار ميموري لين للتقاعد
- كيجان مايكل كي بدور سلايم[د]، وهو IF يشبه كتلة من الوحل الأخضر
- جون كراسينسكي بدور مارشميلو، وهو IF مجسم من المارشميلو يكون رأسه دائمًا مشتعلًا
- بليك ليفلي بدور الأخطبوط[ه]، وهو IF مجسم قط يرتدي زي الأخطبوط
- أليسون سيجر بدور فيولا، وهي IF مجسمة من الفيولا ترتدي نظارة شمسية
- سيباستيان مانيسكالكو بدور الفأر الساحر، وهو فأر مجسم يرتدي زي ساحر
- كريستوفر ميلوني بدور كوزمو، وهو محقق مجسم بوجه غير واضح
- ماثيو رايس بدور الشبح[و]، وهو شبح مجسم يرتدي تاجًا
- سام روكويل بدور الكلب الحارس، وهو بطل خارق مجسم للكلب
- مايا رودولف بدور آلي، وهي تمساح مجسم من القطيفة
- إيمي شومر بدور الدب الصمغي، وهو دب صمغي كبير
- جون ستيوارت بدور الروبوت، وهو روبوت لعبة على طراز الثمانينيات يرتدي خوذة مقببة وعجلة كبيرة بدلاً من الأرجل

## إنتاج
في أكتوبر 2019، تفوقت شركة باراماونت بيكتشرز على ليونزجيت وسوني ، من بين استوديوهات أخرى، للفوز بحقوق فيلم الأصدقاء الخياليون، وهو مشروع طوره جون كراسينسكي ورايان رينولدز، حيث من المقرر أن يكتب كراسينسكي الفيلم ويخرجه.  في مايو 2021، وقعت شركة Sunday Night Productions التابعة لكراسينسكي وشركة Maximum Effort التابعة لرينولدز صفقات أولية مع شركة باراماونت.   في أكتوبر 2021، انضمت فيبي والر بريدج وفيونا شو إلى فريق التمثيل.  في يناير 2022، انضم ستيف كاريل، وآلان كيم، وكايلي فليمنج، ولويس جوسيت جونيور إلى فريق التمثيل، وتمت إعادة تسمية الفيلم باسم IF. يجمع الفيلم كراسينسكي وكاريل، اللذين قاما بدور البطولة في مسلسل The Office (2005-2013) بدور جيم هالبرت ومايكل سكوت ، على التوالي.  في أغسطس 2022، تمت إضافة بوبي موينيهان إلى فريق التمثيل.  بدأ التصوير الرئيسي في 31 أغسطس 2022، مع يانوش كامينسكي كمصور سينمائي، وانتهى في أوائل مايو 2023.   قدم Framestore التأثيرات المرئية والرسوم المتحركة.   عمل مخرج الرسوم المتحركة أرسلان إلفر ومشرف المؤثرات البصرية كريس لورانس جنبًا إلى جنب مع كراسينسكي في موقع التصوير وأثناء مرحلة ما قبل وما بعد الإنتاج.  
تتضمن شارة نهاية الفيلم براد بيت في دور كيث، وهو شخص غير مرئي ليس لديه حوار، ويُفهم أنه خارج الشاشة عندما يتعثر الشخصيات الأخرى فوقه. يعود الفضل إلى بيت في ظهوره القصير بدور فانشر في فيلم ديدبول 2 (2018)، والذي شاركه البطولة رينولدز.   الفيلم مخصص لجوسيت جونيور، الذي توفي قبل صدوره. 

## موسيقى
قام مايكل جياشينو بتأليف الموسيقى التصويرية للفيلم.  تتضمن الموسيقى التصويرية للفيلم أغنية " Better Be Good to Me " للمغنية تينا تيرنر ، وأغنية "L-O-V-E" للمغني نات كينج كول ، وأغنية "Adagio for Spartacus and Phyrigia" من فيلم Spartacus للمخرج أرام خاتشاتوريان .

## ملحوظات
1. ↑  على الرغم من تقديم نفسها باسم بوب، فقد تم ذكر اسم الشخصية "بابل".
2. ↑  على الرغم من تقديم نفسها باسم يوني، فقد تم ذكر اسم "يونيكورن".
3. ↑  على الرغم من تسميته ساني في ملف الفتاة الصغيرة وتقديم نفسه بهذا الاسم، فقد تم ذكر اسم "فلاور".
4. ↑  على الرغم من تقديم نفسه باسم ستيفن، فقد تم ذكر الشخصية باسم "سلايم".
5. ↑  على الرغم من تسميتها بـ Octo Cat في ملف IF، فقد تم ذكر الشخصية باسم "Octopuss".
6. ↑  على الرغم من تقديم نفسه باسم أندروميدوس الثالث، فقد تم ذكر اسم الشخصية باسم "الشبح".

## روابط خارجية
- مقالات تستعمل روابط فنية بلا صلة مع ويكي بيانات